# デニウソン・マルティンス・ナシメント
デニウソン（Denilson）ことデニウソン・マルティンス・ナシメント（ポルトガル語: Denilson Martins Nascimento、1976年9月4日 - ）は、ブラジルのサッカー選手。ポジションはFW。
Kリーグ時代の登録名はデニルソン（ハングル: 데닐손）。

## クラブ歴
バイーア州サルヴァドールに生まれ、20歳でフェイエノールトへ加入。その後、パリ・サンジェルマンFCに移籍するが、両チームでの出番はリザーブチームに限られ、トップチームでの出場は果たせなかった。1998年1月にポルトガルのCFウニオン・デ・ラマスへ移籍。
1999年にアル・シャバーブ・アル・アラビークラブへ移籍し、その後ドバイ・クラブ、アル・ナスルSCに在籍、アラブ首長国連邦のクラブに6年在籍した。その後、メキシコのCFアトラスに短期間在籍し、Kリーグの大田シチズンへ3か月の契約で移籍、その後契約は1年半延長された。そして浦項スティーラースへ移籍し、2009 FIFAクラブワールドカップ3位という輝かしい結果に3試合4得点の結果を残して貢献した。
2009年12月29日、ウズベク・リーグのFCブニョドコルへ移籍。リバウドとチームメイトとなり活躍した。
その後、ブラジルに戻りモジミリンECへ移籍。既に30代に差し掛かってはいたものの、続くグアラニFCでは35歳にしてカンピオナート・ブラジレイロ・セリエBデビューを果たし活躍した。

## タイトル

### クラブ
浦項スティーラース
- 韓国FAカップ: 2008
- 韓国リーグカップ: 2009
- AFCチャンピオンズリーグ: 2009

### 個人
- FIFAクラブワールドカップ得点王: 2009
- Kリーグベストイレブン: 2009